# Bottenago
Bottenago è una frazione del comune di Polpenazze del Garda, a 238 m di altitudine. È collocata tra la frazione di Carzago, nel comune di Calvagese della Riviera, e la strada che conduce appunto a Polpenazze del Garda. La frazione ha 26 abitanti.
L'area è prettamente dedicata al settore secondario e all'agricoltura.

## Economia

### Industrie
Bottenago è prettamente una frazione che ospita molte industrie e allevamenti.
Molto note sono l'azienda "Cedrinca Spa", azienda dolciaria fondata a Salò nel 1910 e la R.M.B. Spa, azienda di recupero metalli oggi in grande espansione. Inoltre è presente il Villaggio Vacanze Valverde, che nella stagione estiva fa registrare un cospicuo numero di presenze per la posizione tranquilla ma allo stesso tempo vicina al Lago di Garda.

## Monumenti e luoghi d'interesse

### Architetture Civili
- La Palazzina, vecchia cascina di caccia a Bottenago, completamente restaurata nel 1995 risale ai primi anni del 1700. Dotata di loggia e portico, contiene all'interno una scala centrale in Marmo di Botticino. Oggi è una residenza privata.

### Chiesa di Santa Maria
La chiesa di Santa Maria di Bottenago era una chiesa, ora demolita, che sorgeva nell'area di Bottenago.
Il Panazza pone la chiesa di Santa Maria di Bottenago nel novero delle chiese romaniche del secolo XII di influsso veronese, ma essa ha origini sicuramente molto più antiche, indiziate sia dall'intitolazione che dal ritrovamento in sito di alcuni frammenti di pluteo o ciborio dell'VIII-IX secolo in pietra di Botticino, provenienti dal materiale di demolizione, di cui uno con decorazione a testa zoomorfa tra girali vegetali.

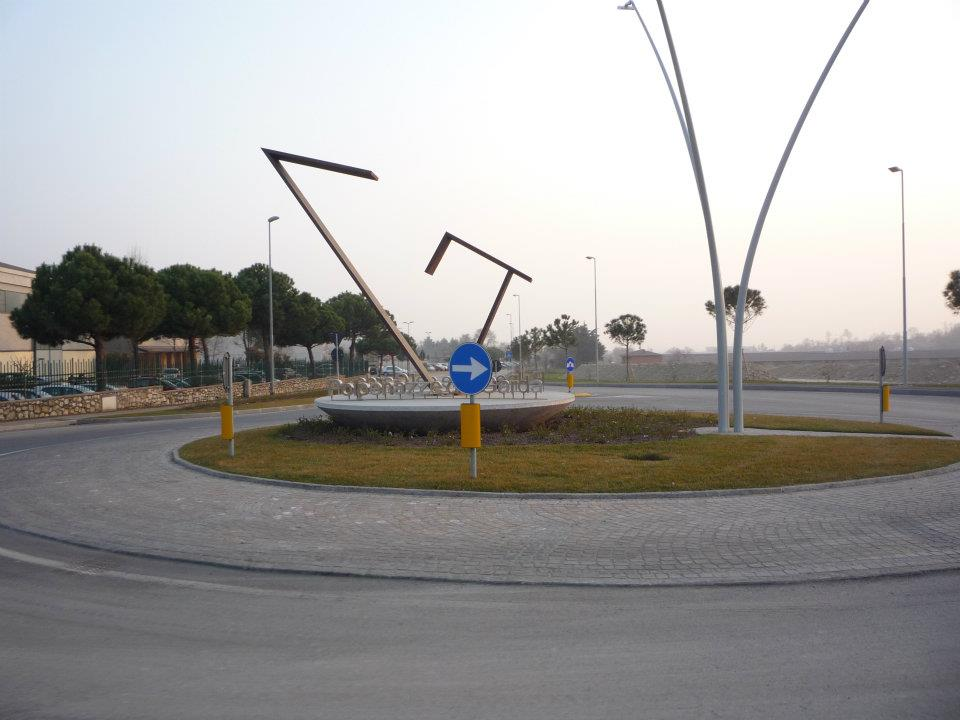
Veduta della rotonda di Bottenago, di fronte all'industria RMB Spa

In un documento datato 28 settembre 1167, il vescovo di Brescia Raimondo, nel consacrare la chiesa di San Michele di Drugolo, assicura di rinunciare ai diritti di giurisdizione sulla medesima lasciando che la pieve di Botenacha ed altri continuino ad esercitare i rispettivi diritti. La dichiarazione pubblica (coram populo) viene pronunciata alla presenza degli arcipresbiteri delle pievi finitime di Pontenove e Lonato e di un rappresentante del monastero di San Pietro in Monte Ursino di Serle, che in zona aveva possedimenti e vantava diritti. Nel documento vi è  la conferma della giurisdizione di ambito bresciano sull'immediato versante occidentale del cordone morenico valtenesino e la denominazione "pieve" che introduce un ulteriore motivo di interesse nella problematica dell'organizzazione territoriale ecclesiastica della zona orientale della diocesi bresciana, fino ad ora insufficientemente trattata dagli studiosi a causa dell'estrema scarsità di fonti documentarie.
Il Guerrini, per un errore di lettura del documento sopra citato, pone la chiesa di San Michele sotto la giurisdizione della pieve di Pontenove, tralasciando di ricordare l'esistenza della vicinissima Santa Maria di Bottenago. Il prezioso documento suggerisce anche una prima indicazione della sua originaria estensione territoriale che oltre a Bottenago doveva comprendere anche Arzaga e Drugolo, forse Castrezzone e, con ragionevole cautela, si potrebbe proporre anche Carzago, la cui appartenenza alla pieve di Pontenove non pare suffragata da fonti sicure.
Le testimonianze archeologiche testimoniano di una continuità insediativa a Bottenago, risalente almeno al periodo romano. Alla fine del Medioevo, la chiesa entra a far parte del "feudo" Aleni e tale giuspatronato viene mantenuto fino ai primi anni del Settecento, ma già dal secolo precedente il progressivo disinteresse dei beneficiari verso l'antica chiesa risveglia l'attenzione delle due parrocchie confinanti, ma di diversa diocesi: Carzago e Polpenazze.
Nel 1967 monsignor Fiorani, rettore di Carzago, contesta il diritto consuetudinario «circa la messa solita e consueta cantarsi per tanti anni nella chiesa di Santa Maria di Bottenago Jus Patronato di signori Alenesi, ove processionalmente si portano li huomini di questo comune una volta al mese in tempo d'estate giusto l'uso antico». La vicinia comunale di Polpenazze afferma che tale rito si ripete «si a quanto detta chiesa era governata del rev.mo sign. Preposto nostro ne sapendosi ben poco come ne da chi si stata translata sotto la diocesi Bresciana» e si dichiara pronta a preservare «lo Jus d'essa chiesa non si sa con qual fondamento derogato». Tale presa di posizione riduce a più miti consigli il parroco di Carzago che si limita a dichiararsi disponibile ad autorizzare la prosecuzione della consuetudine. Ma la comunità di Polpenazze invita il suo parroco a recarsi dal Vescovo di Brescia per ottenere «la permissione motivata» facendogli intendere che in caso di rifiuto essa è pronta ad impugnare la eventuale decisione negativa «per esservi in questo comune fondamenti che detta chiesa di Bottenago era in altri tempi soggetta alla matrice della nostra chiesa pastorale, ne si hanno riscontri dell'abdicazione della medesima ad altra Parochia».
Di quale documentazione probante fosse in possesso la comunità polpenazzese non è dato sapere anche perché non risulta che la vicenda abbia avuto ulteriori sviluppi.
La chiesa di Santa Maria di Bottenago è stata demolita agli inizi degli anni settanta per far posto ad una casa d'abitazione.